# Buxton Popoaliʻi
Buxton Popoaliʻi (ur. 4 grudnia 1989 w Auckland) – nowozelandzki rugbysta grający na pozycji skrzydłowego ataku, reprezentant kraju w rugby 7.

## Kariera klubowa
Uczęszczał do Brandon Intermediate, a następnie do Wellington College, gdzie od 2005 roku z sukcesami występował w pierwszym zespole szkoły. W 2006 roku przeszedł operację wymiany zastawki serca. Powrócił jednak do gry i po kolejnym dobrym szkolnym sezonie został wybrany do zespołu U-18 z obszaru podlegającego zespołowi Hurricanes.
W roku 2008, początkowo pod nazwiskiem Buxton Leutulava, związał się ze stołecznym klubem Northern United, z którym w 2010 roku zwyciężył w lokalnych rozgrywkach Jubilee Cup, a jego 23 przyłożenia ustanowiły ich nowy rekord.
Również w 2008 roku został wybrany do reprezentującego region zespołu Wellington z uwagi na swój wiek otrzymawszy wcześniej zezwolenie od New Zealand Rugby Union. Uczestniczył w zdobyciu Ranfurly Shield pierwszy raz od ćwierćwiecza, brał także udział również w jego obronach.
W lipcu 2011 związał się z regionem Otago. Dotarł z nim do finału Championship w ITM Cup 2012, rok później zespół odpadł zaś w półfinale. W tym czasie na poziomie klubowym grał w Green Island RFC
Trzykrotnie wystąpił w New Zealand National Rugby Sevens Tournament – z Wellington w 2010 oraz Otago w 2011 i 2012 – w tym ostatnim otrzymując wyróżnienie dla najlepszego zawodnika turnieju.
Został wymieniony w szerokim składzie Highlanders na sezon 2012 i zadebiutował w Super Rugby w meczu z Chiefs. W tym sezonie zagrał łącznie w dziewięciu spotkaniach, kolejne pięć dołożył rok później.
W lutym 2014 roku ogłoszono, iż zawodnik opuści cały sezon w związku z operacją i rehabilitacją, jednak miesiąc później zgodnie z zaleceniami lekarzy Popoaliʻi ogłosił zakończenie kariery sportowej.

## Kariera reprezentacyjna
W 2007 roku został nominowany do zespołu New Zealand Schools, na tournée po Australii nie wyjechał z uwagi na kontuzję kolana. W kwietniu 2009 roku znalazł się zaś w składzie kadry U-20 na Mistrzostwa Świata Juniorów w Rugby Union 2009, z udziału w tym turnieju wyeliminował go jednak ten sam uraz.
Po raz pierwszy powołanie do reprezentacji rugby 7 otrzymał w listopadzie 2009 roku i zagrał wówczas w dwóch turniejach IRB Sevens World Series sezonu 2009/2010 – w Dubaju i George. Po nich wypadł ze składu i pojawił się w nim ponownie rok później. Wystąpił następnie w pozostałych sześciu turniejach zwycięskiego sezonu 2010/2011.

## Varia
- Zamierzał zająć się pracą trenerską w Green Island RFC[40][41].
- Był drużbą na weselu Bena Smitha[42].